# Lorenzo Da Ponte
Lorenzo Da Ponte, nato Emanuele Conegliano (Ceneda, 10 marzo 1749 – New York, 17 agosto 1838), è stato un presbitero, poeta, librettista e professore italiano naturalizzato statunitense.
È conosciuto in particolare per essere stato librettista di Mozart in tre occasioni: per Le nozze di Figaro (1786), il Don Giovanni (1787) e Così fan tutte (1790).

## Biografia
Nacque nel ghetto di Ceneda (oggi quartiere di Vittorio Veneto) da famiglia israelitica, primo dei tre figli di Geremia Conegliano e di Anna Cabiglio, figlia di Mosè e sposata nel 1748, probabilmente morta di parto. Il padre, conciatore di pelli, discendeva da una casata della comunità ebraica di Conegliano che nel 1597 si era trasferita nella vicina Ceneda per fondarvi una nuova comunità. Secondo Hermann von Löhner, cui si rifanno tutti i biografi, Geremia era sposato con Rachele Pincherle, che potrebbe essere stata la seconda moglie, sposata nel 1750, che morì dando alla luce il terzogenito di Geremia, Anania. Non è ben chiaro, però, se le mogli fossero due, Anna Cabiglio e Rachele Pincherle, o una sola.
Date le modeste condizioni della famiglia e le limitazioni imposte agli israeliti, il giovane Emanuele ricevette una prima formazione da un pedagogo locale. Dotato di una notevole vivacità d'ingegno, integrò la propria educazione leggendo da autodidatta. Il padre, dopo un decennio di vedovanza, s'invaghì della giovane cristiana Orsola Pasqua Paietta e, pur di sposarla, decise di convertirsi al cattolicesimo insieme ai tre figli. Il battesimo avvenne il 29 agosto 1763 e fu officiato dal vescovo di Ceneda Lorenzo Da Ponte, il quale, com'era consuetudine, impose il proprio cognome alla famiglia Conegliano e ad Emanuele pure il nome (mentre il padre diveniva Gasparo, Baruch diventava Girolamo e Anania diventava Luigi).
Grazie all'appoggio del prelato, Lorenzo entrò nel seminario di Ceneda assieme al fratello Girolamo. Dopo la morte del vescovo, alla fine del 1769, passò al seminario della vicina diocesi di Concordia, situato allora a Portogruaro, dove nell'anno successivo ricevette gli ordini minori. Rimase al Collegio Marconi di Portogruaro dapprima come insegnante di retorica, quindi come vicedirettore. Il seminario gli offrì una formazione più approfondita e regolare, in particolare in latino e in italiano. Affascinato da Dante, Petrarca, Ariosto e Tasso, cominciò a comporre versi, gareggiando con i compagni di scuola (tra cui Michele Colombo). Di questo periodo è una serie di poemetti dei quali si ricorda il Ditirambo sopra gli odori, un'ode al vino.
Ordinato sacerdote il 27 marzo 1773, nell'autunno successivo lasciò Portogruaro e si trasferì a Venezia, allora capitale della Repubblica Serenissima. Qui si mantenne impartendo lezioni di letteratura (latina, italiana e francese). Pur essendo prete nella chiesa di San Luca, si unì a un'amante da cui ebbe due figli. Nel 1779 fu sottoposto a un processo nel quale venne accusato di "pubblico concubinaggio" e "sequestro di una donna rispettabile"; venne anche accusato di aver vissuto in un bordello, dove avrebbe anche organizzato i trattenimenti. Considerato colpevole, il 17 dicembre 1779 venne bandito per quindici anni dalla Repubblica di Venezia.

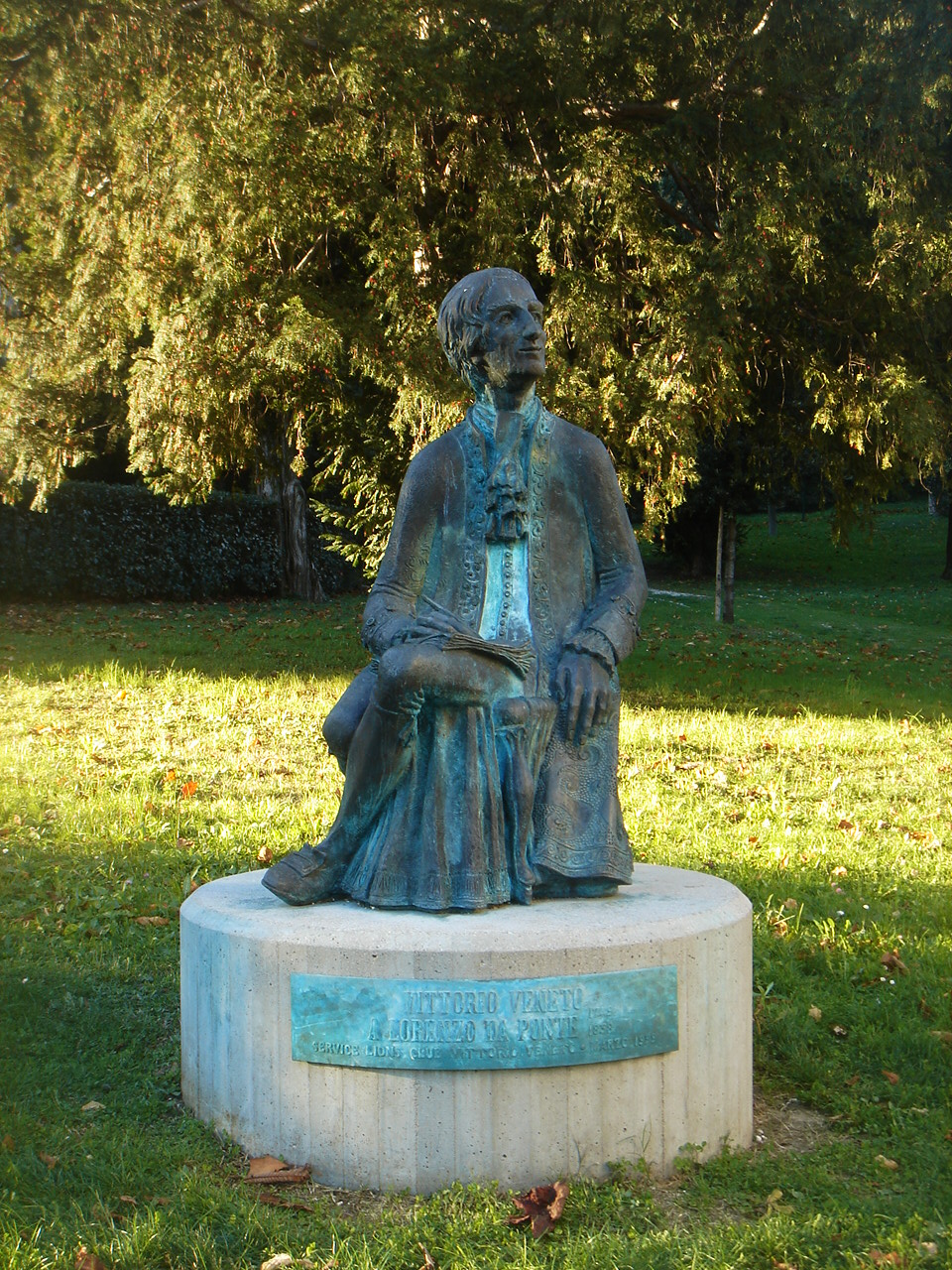
Scultura dedicata a Lorenzo Da Ponte nel parco di Ceneda di Vittorio Veneto

Riparato a Gorizia, allora austriaca, si guadagnò da vivere come scrittore, appoggiandosi agli ambienti nobiliari e culturali della città. Nel 1781 venne chiamato a Dresda da Caterino Mazzolà, "poeta della corte" sassone, che più tardi lavorerà alla Clemenza di Tito e che lo iniziò alla sua nuova attività. Giunto a Vienna nel 1781, per interessamento di Antonio Salieri divenne poeta di corte dell'imperatore Giuseppe II. Va ricordato che in quegli anni era quasi d'obbligo che i libretti delle opere fossero scritti in lingua italiana. Da Ponte scrisse per vari musicisti libretti che ottennero grande successo, ma tre sono i libretti che gli diedero l'immortalità, quelli scritti per le opere di Mozart: Le nozze di Figaro (1786) dalla commedia di Beaumarchais, Don Giovanni (1787) (al libretto diede qualche contributo anche Giacomo Casanova) e Così fan tutte (1790). Dopo la morte nel 1790 di Giuseppe II, Da Ponte cadde in disgrazia presso la corte e nel 1791 si dovette allontanare da Vienna.
Si diresse inizialmente a Praga (dove ritrovò Giacomo Casanova) e poi a Dresda. Dall'autunno 1792 al 1805 visse a Londra, dove scrisse libretti per una compagnia operistica italiana e fece per dieci stagioni (1794-1804) l'impresario del King's Theatre, allestendo 28 prime; si sposò con Nancy Grahl, di vent'anni più giovane. L'attività di impresario si risolse in un disastro finanziario, che Da Ponte addebitò nelle sue memorie al suo socio in affari William Taylor. In ogni caso, il precipitare degli eventi lo indusse a lasciare il paese per trasferirsi negli Stati Uniti, seguito in breve dalla famiglia.
Inizialmente si stabilì a New York, per trasferirsi poi a Filadelfia (dove fu insegnante di lingua e negoziante) e, infine e definitivamente, a New York. Qui aprì una libreria e si dedicò all'insegnamento della lingua e della letteratura italiana, fino a divenire nel 1825 il primo professore di letteratura italiana nella storia del Columbia College (oggi Columbia University), che ha sede a Manhattan. Dopo il fiorentino Carlo Bellini, dal 1779 al 1803 professore di lingue moderne al College of William and Mary in Virginia, Da Ponte fu il secondo intellettuale italiano in assoluto a insegnare in una università americana. Sempre nel 1825, Da Ponte organizzò la prima americana del Don Giovanni al Park Theatre di New York e da quel momento cercò, ma con scarso successo, di promuovere la costituzione di un primo teatro operistico, promuovendo anche una tournée della nipote Giulia Da Ponte durante la quale vennero per la prima volta proposte negli Stati Uniti le musiche di Gioachino Rossini. A questo scopo invitò altri musicisti italiani, tra cui Piero Maroncelli, celebre anche come patriota, che, in esilio proprio per le sue idee, accettò il trasferimento con la moglie Amalia Schneider.
Dal 1823 al 1827 pubblicò le sue Memorie in 3 volumi; una loro stesura definitiva venne redatta dal 1829 al 1830. Nel 1828, a settantanove anni di età, venne naturalizzato cittadino degli Stati Uniti d'America. Collaborò anche con il compositore italiano Antonio Bagioli, trasferitosi nel 1832 a New York, che sposò la figlia adottiva del Da Ponte, Giulia. Nel 1833 diede vita (associandosi al nobile Don Vincenzo Riva Finoli) a un teatro, l'Italian Opera House, che venne inaugurato trionfalmente nel mese di novembre con La gazza ladra di Rossini. Dopo solo due stagioni, però, la nuova impresa fallì e a sei anni dall'apertura il teatro fu distrutto da un incendio. Come già per Mozart, anche il suo luogo di sepoltura non è noto: sepolto nel vecchio cimitero cattolico di Manhattan, dietro la Old Saint Patrick's Cathedral di Mulberry Street (nella Little Italy), i suoi resti si mescolarono ad altri quando, nel 1909, le salme furono trasferite al nuovo cimitero del Calvario a Queens, dove oggi lo ricorda un cenotafio.

## Attività di librettista
Come era costume dell'epoca, le opere di Da Ponte sono quasi tutte adattamenti di testi preesistenti, tranne due eccezioni: L'arbore di Diana e il Così fan tutte, un lavoro originale concepito inizialmente per Salieri ed infine musicato da Mozart.

### Libretti viennesi
Edizione moderna a cura di Lorenzo della Chà, Milano-Parma: Fondazione Bembo-Ugo Guanda Editore, 1999, due volumi. ISBN 88-8246-060-6
- Il ricco d'un giorno (1784, Antonio Salieri)
- Il burbero di buon cuore (1786, Vicente Martín y Soler).
- Il Demogorgone ovvero Il filosofo confuso (1786, Vincenzo Righini).
- Il finto cieco (1786, Giuseppe Gazzaniga).
- Le nozze di Figaro (1786, Wolfgang Amadeus Mozart).
- Una cosa rara ossia Bellezza ed onestà (1786, Vicente Martín y Soler).
- Gli equivoci (1786, Stephen Storace).
- L'arbore di Diana (1787, Vicente Martín y Soler).
- Il dissoluto punito ossia il Don Giovanni (1787, Wolfgang Amadeus Mozart).
- Axur, Re d'Ormus; Arlecchinata (1788, Antonio Salieri).
- Il Bertoldo (1788, Antonio Brunetti).
- L'Ape Musicale (1789).
- Il Pastor fido (1789, Antonio Salieri).
- La cifra (1789, Antonio Salieri).
- Così fan tutte (1790, Wolfgang Amadeus Mozart).

### Libretti londinesi
Edizione moderna a cura di Lorenzo della Chà, Milano, Edizioni Il Polifilo, 2007, due volumi. ISBN 88-7050-464-6
- La capricciosa corretta (1795, Vicente Martín y Soler).
- L'isola del piacere (1795, Vicente Martín y Soler).
- Il tesoro (1796, Joseph Mazzinghi).
- Il consiglio imprudente (1796, Francesco Bianchi).
- Merope (1797, Francesco Bianchi).
- Armida (1802, Francesco Bianchi).
- La grotta di Calipso (1803, Peter von Winter).
- Il trionfo dell'amor fraterno (1804, Peter von Winter).
- Il ratto di Proserpina (1804, Peter von Winter).

### Edizioni dei libretti
- Libretti viennesi, a cura di Lorenzo della Chà, Milano-Parma: Fondazione Bembo-Ugo Guanda Editore, 1999, due volumi, (ISBN 88-8246-060-6).
- Libretti londinesi, a cura di Lorenzo della Chà, Milano: Edizioni Il Polifilo, 2007 (ISBN 88-7050-464-6).

### Edizioni delleMemorie
- Memorie https://www.liberliber.it/online/autori/autori-d/lorenzo-da-ponte/memorie/
- Memorie di Lorenzo Da Ponte da Ceneda scritte da esso, Nuova Jorca (New York): pubblicate da Lorenzo e Carlo Da Ponte, John Gray & Co. stampatori, 1823.
- Memorie di Lorenzo Da Ponte da Ceneda scritte da esso, seconda edizione corretta, e ampliata con note dell'autore e l'aggiunta d'un volume, Nuova-Jorca (New York): pubblicate da Lorenzo Da Ponte, G.F. Bunce stampatori, 1829.
- Memorie di Lorenzo Da Ponte e scritti vari in prosa e poesia, compendiata da Jacopo Bernardi, Firenze: Le Monnier, 1871.
- Le memorie, con una introduzione di Serafino Paggi, Milano: Istituto editoriale italiano, 1916.
- Memorie, a cura di Giovanni Gambarin e Fausto Nicolini, Bari: Laterza, 1918.
- Memorie a cura di Ettore Bonora, in Letterati,memorialisti,viaggiatori del 700, Milano-Napoli, Ricciardi,1951
- Memorie e altri scritti, a cura di Cesare Pagnini, prefazione di Piero Chiara, Milano: Longanesi, 1971.
- Memorie. Libretti mozartiani: Le nozze di Figaro, Don Giovanni, Così fan tutte, introduzione di Giuseppe Armani, Milano: Garzanti, 1976.
- Memorie. Libretti mozartiani, Milano: Mondadori, 1976.
- Memorie, 2 voll., con un commento di Armando Torno, introduzione e note di Max Bruschi, Milano: C. Gallone, 1998.
- Memorie, a cura di Clara Allasia ed Ermanno Malaspina, in Le autobiografie, scelta di M. Guglielminetti, a cura di C. Allasia, Roma: Istituto Poligrafico e Zecca dello Stato, 2005.

Dalle Memorie è stata tratta recentemente una lettura teatrale da parte dell'artista David Riondino, musicata dal pianista Stefano Bollani.
- Lorenzo Da Ponte, Memorie. 1, Bari, G. Laterza, 1918.
- Lorenzo Da Ponte, Memorie. 2[collegamento interrotto], Bari, G. Laterza, 1918.

### Altri scritti
- Estratto delle Memorie, a cura di Lorenzo della Chà, Milano: Edizioni Il Polifilo, 1999 (ISBN 88-7050-438-7).
- Il Mezenzio, a cura di Lorenzo della Chà, Milano: Edizioni Il Polifilo, 2000 (ISBN 88-7050-310-0).
- Saggio di traduzione libera di Gil Blas, a cura di Lorenzo della Chà, Milano: Edizioni Il Polifilo, 2002 (ISBN 88-7050-461-1).
- Dante Alighieri, a cura di Lorenzo della Chà, Milano: Edizioni Il Polifilo, 2004 (ISBN 88-7050-462-X).
- Saggi poetici, a cura di Lorenzo della Chà, Milano: Edizioni Il Polifilo, 2005 (ISBN 88-7050-463-8).
- Sull'Italia, a cura di Lorenzo della Chà, Milano: Edizioni Il Polifilo, 2012 (ISBN 978-88-7050-354-8).
- Storia della lingua e della letteratura italiana in New York, a cura di Lorenzo della Chà, Milano: Edizioni Il Polifilo, 2013 (ISBN 978-88-7050-356-2).
- Storia incredibile ma vera, a cura di Lorenzo della Chà, Torino, Società Subalpina Editrice/Viglongo, 2014 (ISBN 978-88-7235-228-1).
- Aldo Toffoli, Giampaolo Zagonel (a cura di), Lorenzo Da Ponte. Poesie e traduzioni poetiche vol. I, De Bastiani Editore, Vittorio Veneto, 2010, ISBN 9788884661845
- Aldo Toffoli, Giampaolo Zagonel (a cura di), Lorenzo Da Ponte. Poesie e traduzioni poetiche vol. II, De Bastiani Editore, Vittorio Veneto, 2017, ISBN 9788884665614

### Biografie dedicate a Lorenzo Da Ponte
Come altri autori di autobiografie, anche Da Ponte ha ispirato diverse biografie.
- Lorenzo della Cha, Lorenzo Da Ponte e il suo tempo. La giovinezza, vol. I, Roma, Edizioni di Storia e Letteratura, 2024 - ISBN 978-88-9359-818-7
- Lorenzo della Cha, Lorenzo Da Ponte e il suo tempo. Alla Corte di Giuseppe II, vol. II, Roma, Edizioni di Storia e Letteratura, 2024 - ISBN 978-88-9359-820-0
- Lorenzo della Cha, Lorenzo Da Ponte. Una vita fra musica e letteratura, Milano: Edizioni Il Polifilo, 2010 (VINCITORE DEL PREMIO COMISSO 2011) ISBN 978-88-7050-349-4
- Aleramo Lanapoppi, Lorenzo Da Ponte. Realtà e leggenda nella vita del librettista di Mozart, Venezia: Marsilio, 1992.
- Luciano Paesani, Porta, Bertati, Da Ponte: Don Giovanni. Con il fac-simile del libretto di Nunziato Porta per Praga del 1776, Milano, LED Edizioni Universitarie, 2012, ISBN 978-88-7916-592-1
- Pino Loperfido, Il Cuoco di Mozart - L'incredibile vita di Lorenzo Da Ponte: poeta, genio e avventuriero, Curcu & Genovese, 2006
- Vittorio Caratozzolo, Francesco Saraiva Borrelli / Antonino Di Pietro - Processo a Don Giovanni, accusato di omicidio e tentato stupro nell'omonima opera di L. Da Ponte e W. A. Mozart, Napoli: Guida, 2009. Si tratta di una rivisitazione in chiave processuale del libretto di Da Ponte e della letteratura critica relativa al celebre libertino.
- Angermüller, Rudolph, Da Ponte, Lorenzo, in The New Grove Dictionary of Music and Musicians, ed. Stanley Sadie, London: Macmillan, 1990 ISBN 0333231112
- Holden, Anthony, The Man Who Wrote Mozart: The Extraordinary Life of Lorenzo Da Ponte, London: Orion Publishing Company, 2007 ISBN 0-7538-2180-X
- Luca Bassi, Una biografia intellettuale. Lorenzo Da Ponte e la grande stagione europea. 1749-1805. Prefazione di Giulio Ferroni. Universitalia, Roma 2017. ISBN 8832930390
- Pierluigi Panza, Italiani all’opera. Casti, Salieri, da Ponte, Mozart… Un intrigo alla corte di Vienna, Skira, Milano, 2005, isbn 88-7624-417-4
- Pierluigi Panza, “L’italiano in America”, in Fuori l'italiano dall'università? Inglese, internazionalizzazione, politica linguistica, a cura dell’Accademia della Crusca, Laterza, Bari, 2012, pp. 238-241 isbn 978-88-420-9638-2
- Giampaolo Zagonel, Lorenzo Da Ponte. Il poeta di Mozart tra Venezia e New York, De Bastiani Editore, Vittorio Veneto, 2012, ISBN 9788884662606
- Giampaolo Zagonel, Lorenzo Da Ponte. Ceneda 1749 - New York 1838. Bibliografia ragionata, De Bastiani Editore, Vittorio Veneto, 2012, ISBN 9788884662712
- AA.VV., a cura di Giampaolo Zagonel, Da Ponte a Mozart. Atti del convegno di Vittorio Veneto 2017, De Bastiani Editore, Vittorio Veneto, 2019, ISBN 9788884666284
- Giampaolo Zagonel (a cura di), Lorenzo Da Ponte Lettere, De Bastiani Editore, Vittorio Veneto, 2020, ISBN 9788884666727